# Nilobezzia pictipes
Nilobezzia pictipes är en tvåvingeart som först beskrevs av Jean-Jacques Kieffer 1910.  Nilobezzia pictipes ingår i släktet Nilobezzia och familjen svidknott. Inga underarter finns listade i Catalogue of Life.